# Walter Hartung
Walter Hartung (* 16. Oktober 1921 in Wolferode) ist ein deutscher Pädagoge und ehemaliger Politiker und Funktionär der DDR-Blockpartei National-Demokratische Partei Deutschlands (NDPD). 

## Leben
Walter Hartung nahm nach dem Schulbesuch eine Lehre zum Stahlbauschlosser auf, wurde Maschineningenieur und als Diplom-Pädagoge ab 1955 Fachschullehrer, ab 1961 Fachschuldozent und ab 1971 Abteilungsleiter an der Ingenieurschule für Elektrotechnik und Maschinenbau in Lutherstadt Eisleben.

## Politik
Er trat der nach dem Zweiten Weltkrieg in der Sowjetischen Besatzungszone neugegründeten NDPD bei. Bei den Wahlen zur Volkskammer war Hartung Kandidat der Nationalen Front der DDR. Von 1963 bis 1986 war er Mitglied der NDPD-Fraktion in der Volkskammer der DDR.